# Малий Єлник
Малий Єлник (словен. Mali Jelnik) — поселення в общині Луковиця, Осреднєсловенський регіон, Словенія. 
Висота над рівнем моря: 526 м.